# Parc de la zone humide d'iSimangaliso
Le parc de la zone humide d'iSimangaliso, en Afrique du Sud, est une réserve naturelle qui comprend le lac de Sainte-Lucie (36 000 hectares) et son estuaire, plusieurs îles et une partie de la réserve maritime côtière. Il fait partie de l'écorégion du Maputaland-Pondoland-Albany. Il est inscrit sur la liste du patrimoine mondial de l'UNESCO depuis 1999. 
« ISimangaliso doit être le seul endroit sur Terre où le plus ancien mammifère terrestre, le rhinocéros, et le plus grand mammifère terrestre, l'éléphant, partagent un écosystème avec le plus ancien poisson, le cœlacanthe, et le plus grand mammifère marin, la baleine. » (Nelson Mandela)

## Étymologie
« iSimangaliso » signifie « c(et endroit) est miraculeux », suivant l'expression d'un guerrier zoulou du XIXe siècle[réf. nécessaire].

## Reliefs, habitats
La mosaïque des reliefs et types d’habitat interconnectés forment des paysages uniques au monde. Le parc inclut plus de 220 km de rivage soit 10 % du littoral d'Afrique du Sud. Il comporte des récifs coralliens dont un exceptionnellement situé dans un estuaire (celui de 80 km de long sur 23 km en plus grande largeur, formé au niveau du lac de Sainte Lucie), de longues plages, des dunes côtières, des systèmes lacustres, des mangroves, des marais, et des zones humides à papyrus et roseaux. Il contient une des plus vastes forêts de dunes du monde, entre le lac de Sainte Lucie et l'océan Indien.
Des milliers d'eucalyptus ont été plantés sur la rive ouest du lac de Sainte Lucie. D'origine australienne, chacun de ces arbres absorbe de 40 à 50 litres d'eau par jour ; cette espèce est d'ailleurs souvent employée pour assécher des zones marécageuses. De plus ces arbres produisent une substance allélopathique puissante qui entrave considérablement le développement des végétaux natifs et supprime des bactéries indispensables à la reminéralisation du sol. Ces plantations représentent donc une catastrophe pour l'écosystème local. Au fur et à mesure de l'arrivée à terme des contrats forestiers, ces arbres disparaissent du paysage ; l'on constate d'ailleurs une régénération très rapide du terrain : des mares se forment en deux semaines après la coupe, colonisées de suite par les nénuphars, oiseaux d'eau et hippopotames.

### Nature et hommes
A l'encontre de la coutume largement généralisée de nos jours dans les espaces naturels protégés, le parc d'iSimangaliso accepte les activités traditionnelles. 520 000 personnes vivent dans et aux abords du parc. De nombreux pêcheurs, entre autres de l'ethnie Tempe, y installent toujours leurs pièges à poissons, longues barrières végétales de perches plantées côte-à-côte et faites de lanières de bananier enroulées autour de tiges de palmier ; la marée montante amène dans les lacs les poissons subséquemment piégés, dont beaucoup de mulets.

Par ailleurs le parc lui-même fournit une activité : 1 600 personnes y ont déjà travaillé, participant aux efforts d'éradication des plantes invasives et à la récolte annuelle de « cnema grass » (joncs sauvages servant à la fabrication de paniers imperméables).

## Faune
521 espèces d’oiseaux y vivent, avec de vastes colonies de pélicans, flamants roses, cigognes, hérons, sternes, canards en tous genres. En novembre, les tortues de mer viennent pondre sur les plages réservées dont le titane, de couleur noire et contenu dans le sable, sert d'incubateur naturel en concentrant la chaleur. On peut également apercevoir des baleines. 1 200 hippopotames sont présents dans les rivières et les « Narrows », un chenal étroit de 25 km de long bordé de roseaux. 

Une espèce de requin, le Paragaleus leucolomatus, n'est connue que par un unique spécimen pêché à Kosi Bay (réserve naturelle, coord. -26.895129,32.825546) au sud de Maputo. 

## Aires protégées
Le parc d'iSimangaliso comprend quatre sites Ramsar : le Système de Sainte-Lucie, la baie Kosi, le lac Sibaya, et des plages à tortue/récif corallien du Tongaland.